# Hnyła (dopływ Stryja)
Hnyła (ukr. Гнила) – potok w Bieszczadach Wschodnich, na terenie rejonu samborskiego ukraińskiego obwodu lwowskiego. Lewy dopływ Stryja.

## Charakterystyka
Swój początek bierze w Grzbiecie Wierchowińskim na terenie Parku Narodowego „Bojkowszczyzna” – źródło wybija na wysokości ok. 1085 m n.p.m. tuż poniżej Kińczyka Hnylskiego (Kończyka Hnylskiego; 1115 m n.p.m.) i około 150 metrów na wschód od głównej grani Karpat, która na tym odcinku biegnie południkowo. Początkowo cieki, które zasilają potok, spływają ze zboczy Kruhłej, Kińczyka Hnylskiego, Drohobyckiego Kamienia i Starostyny. Od ostatniego z wymienionych szczytów odchodzi w kierunku wschodnim długie ramię boczne oddzielające dorzecze Hnyłej i Libuchory.
Przez pierwsze półtora kilometra Hnyła biegnie na północny wschód, a następnie na południowy wschód. We wsi Karpackie (d. Hnyła) przyjąwszy z prawego brzegu potok Roztoka spływający spod Drohobyckiego Kamienia, zwraca się na północ, a we wsi Syhłowate (lewy dopływ Syhłowaty) – północny wschód. Niespełna cztery kilometry dalej, we wsi Butla ponownie przybiera kierunek północny. W tej okolicy zasilają ją dopływy Poliński (lewy) i Ihnatiwski (prawy). Po kolejnych pięciu kilometrach Hnyła dopływa do Nyżnego (d. Butelka Niżna), gdzie z lewego brzegu wpada do niej potok Jaworów (lub Jaworówka, ukr. Jaworiwka). Stamtąd kieruje się na północny wschód, by po niecałych czterech kilometrach we wsi Wysocko Niżne na wysokości ok. 595 m n.p.m. zasilić Stryj jako jego lewobrzeżny dopływ.
Potok ma długość 19 km a powierzchnia jego dorzecza to 132 km².

## Inne nazwy
W dawnej nomenklaturze polskiej potok określano nazwami Gniła, Hniła, Hnyła oraz Hnyla.